# Belarussisch-russische Beziehungen
Die Belarussisch-russischen Beziehungen sind das zwischenstaatliche Verhältnis zwischen Belarus und Russland. Beide Nachbarn verbindet eine lange gemeinsame Geschichte und zahlreiche kulturelle Gemeinsamkeiten. Die russische Sprache ist neben der verwandten belarussischen Sprache die Amtssprache in Belarus. Belarus gehörte gemeinsam mit den Kerngebieten Russlands zur alten Kiewer Rus, bevor es ab dem 13./14. Jahrhundert an das Großfürstentum Litauen fiel. Durch die Teilungen Polens fiel Belarus schließlich durch die Teilungen Polens gegen Ende des 18. Jahrhunderts an das Russisches Reich. Als integraler Teil des Russischen Reiches entstand eine belarussische Nationalbewegung erst im 19. Jahrhundert. Durch den Ersten Weltkrieg entstand 1918 die kurzlebige Weißrussische Volksrepublik, bevor das Land von den Bolschewiki eingenommen wurde. Danach war Belarus als Weißrussische Sozialistische Sowjetrepublik Teil der Sowjetunion, bis das Land schließlich 1990 unabhängig wurde. Nach dem Ende der Sowjetzeit lehnte der autoritär regierende Aljaksandr Lukaschenka Belarus eng an Russland an und 1999 wurde die Russisch-Belarussische Union als gemeinsames Integrationsprojekt verabschiedet. Russland ist für Belarus der mit Abstand wichtigsten Handelspartner, weshalb eine große Abhängigkeit besteht. Nachdem Lukaschenka die Proteste in Belarus 2020–2021 mit russischer Unterstützung gewaltsam niederschlug, erhöhte sich die Abhängigkeit von Putins Russland weiter, da Belarus nun im Westen isoliert war. Als Belarus 2022 die russische Invasion in der Ukraine indirekt durch die Stationierung russischer Streitkräfte unterstützte, wurde Belarus genau wie Russland das Ziel anti-russischer Sanktionen, was die wirtschaftliche Abhängigkeit vom Putin-Regime noch weiter vergrößerte.

## Geschichte

### Vorgeschichte

Großherzogtum Litauen im Jahre 1462 mit modernen Staatsgrenzen

Die Belarussen gehören wie die Russen zu den Ostslawen, welche die Region zwischen dem 6. und 8. Jahrhundert besiedelten. Die Ostslawen gründeten verschiedene Fürstentümer wie Klezk, Kobrin, Mensk, Pinsk, Polazk, Sluzk oder Turow, welche Mitte des 9. Jahrhunderts unter die Autorität der größeren Kiewer Rus kamen. Gegen Ende des 10. Jahrhunderts begann die Christianisierung der Rus unter Wladimir I. und das byzantinische Christentum breitete sich auch in Belarus aus. Durch die Mongolische Invasion der Rus ab 1240 wurde Belarus verwüstet und der Kiewer Staat zerfiel. In den nächsten 150 Jahren expandierte das Großherzogtum Litauen und gliederte die Gebiete des heutigen Belarus in sein Reich ein. 1386 kam Litauen in eine Personalunion mit dem katholischen Königreich Polen, die 1596 zur Realunion Polen-Litauen wurde. Der Adel in Belarus wurde katholisch, während die Bauernschaft orthodox blieb. Der Polnisch-Litauische Staat konkurrierte mit dem aufstrebenden Großfürstentum Moskau um die Vorherrschaft in Osteuropa und Belarus wurde als Grenzland Schauplatz mehrerer Russisch-Litauischer Kriege. Die Herrschaft der polnischen Großgrundbesitzer war unbeliebt und zahlreiche Bauern schlossen sich den Kosaken an. Der Chmelnyzkyj-Aufstand (1648–1657) der orthodoxen Landbevölkerung gegen den polnischen Adel wurde niedergeschlagen und Belarus verblieb unter polnischer Herrschaft, bis der heutige Osten von Belarus durch die Erste Polnische Teilung (1772) an das Russische Kaiserreich angeschlossen wurde. Durch die Zweite Teilung (1793) erhielt Russland Minsk und die zentrale Region, und 1795 wurde der Rest durch die Dritte Teilung in das Russische Reich eingegliedert.
Während der russischen Herrschaft wurde Belarus in Gouvernements aufgeteilt und zentral von Sankt Petersburg aus regiert. Der belarussische Dialekt und das lateinische Alphabet wurde verboten, um die Bevölkerung zu russifizieren und die Spuren der polnischen Herrschaft zu beseitigen. Im 19. Jahrhundert bildete sich unter städtischen Intellektuellen die belarussische Nationalbewegung. Der Januaraufstand 1863/64 scheiterte in Belarus jedoch an der fehlenden Unterstützung der orthodoxen Landbevölkerung, welche dem russischen Zaren gegenüber treu blieb. Nach der Emanzipation der Leibeigenen im Russischen Reich begann eine vorsichtige Industrialisierung im Westen des russischen Reiches, insbesondere mit der Einführung der Eisenbahn in den 1880er Jahren. Aufgrund der wirtschaftlichen Unterentwicklung des Gebiets wanderten zahlreiche Belarussen ins Ausland oder andere Teile des russischen Reiches aus. Allein zwischen 1896 und 1915 kamen 600.000 Belarussen nach Sibirien. Durch den ungünstigen Verlauf des Ersten Weltkriegs musste Sowjetrussland nach der russischen Revolution durch den Friedensvertrag von Brest-Litowsk am 3. März 1918 seine Kontrolle über Polen, Belarus, die Ukraine und das Baltikum abgeben. Es entstand die Weißrussische Volksrepublik als erstes eigenständige belarussisches Staatswesen, welches allerdings über wenig Rückhalt in der Bevölkerung verfügte. Nach der Niederlage der Deutschen an der Westfront eroberte Sowjetrussland bald darauf das Gebiet zurück.

### Sowjetzeit

Flagge der Weißrussische SSR (1951–1991)

Die Weißrussische SSR wurde am 1. Januar 1919 proklamiert. Am 27. Februar 1919 fusionierte sie mit Litauen für einige Monate zur Litauisch-Weißrussischen SSR, die aber im Juli 1919 während des Polnisch-Sowjetischen Krieges durch polnische Truppen zerschlagen wurde. Gegen die sowjetische Herrschaft formierte sich der Aufstand von Sluzk, der von der Roten Armee niedergeschlagen wurde. Die Feindseligkeiten zwischen Russland und Polen endeten mit dem Vertrag von Riga (unterzeichnet am 18. März 1921), in dem das Gebiet von Belarus zwischen Polen und Sowjetrussland entsprechend der ersten Teilung Polens aufgeteilt wurde. 1922 wurde die Weißrussische SSR eine der Unionsrepubliken der Sowjetunion. 1924 und 1926 wurden von Belarussen bewohnte Gebiete der Russische SFSR an die Weißrussische SSR transferierte, darunter die Städte Wizebsk und Homel. Nach einer Phase der Förderung der Regionalkulturen und Sprachen unter Lenin setzte eine Phase der Repression in den 1930ern ein und zahlreiche belarussische Intellektuelle und Künstler fielen den stalinistischen Säuberungen zum Opfer. Durch den Hitler-Stalin-Pakt von August 1939 wurden die polnischen Gebiete, die im Vertrag von Riga an Polen abgetreten worden waren, wieder an die Weißrussische SSR abgetreten. Der Zweite Weltkrieg und die Besetzung durch NS-Deutschland hatte katastrophale Auswirkungen auf Belarus und ein Viertel der Bevölkerung kam im Krieg ums Leben. 1944 mussten sich die Deutschen aus Belarus zurückziehen und durch ein Abkommen zwischen der Sowjetunion und der Volksrepublik Polen wurde die bis heute bestehende Grenze von Belarus festgelegt. In der Nachkriegszeit wurde Belarus einer forcierten Industrialisierung unterzogen und zahlreiche Russen wurden in Belarus angesiedelt. 1979 waren knapp 80 % der Bevölkerung Belarussen, ein Zehntel war Russen und ein weiteres Zehntel gehörte anderen Gruppen (Polen, Litauer, Ukrainer) an. Durch die Nuklearkatastrophe von Tschernobyl (1986) wurde die Weißrussische SSR schwer getroffen und der Vorfall beeinflusste den beginnenden Zerfall der Sowjetunion und förderte den belarussischen Nationalismus. Nach einer 1991 in einem Referendum beschlossenen Föderalisierung der Sowjetunion und dem gescheiterten Augustputsch in Moskau beschlossen die Präsidenten der Russischen, Ukrainischen und Belarussischen SSRs durch die Belowescher Vereinbarungen die Auflösung der UdSSR und Belarus wurde unabhängig.

### Nach 1991

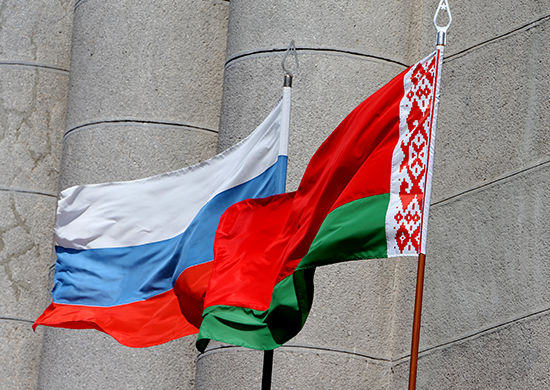
Russische und Belarussische Flagge nebeneinander

Nach dem Zusammenbruch der Sowjetunion versuchte die neu gegründete Russische Föderation, die Kontrolle über den postsowjetischen Raum aufrechtzuerhalten, indem sie am 8. Dezember 1991 eine regionale Organisation gründete – die Gemeinschaft Unabhängiger Staaten (GUS). Wie andere GUS-Republiken begann jedoch auch Belarus, sich von Russland zu entfernen. Das Land versuchte unter Stanislau Schuschkewitsch, seine zerrüttete Wirtschaft zu stärken und die Beziehungen zum Westen zu verbessern. In der Verfassung von Belarus wurde die Neutralität von Belarus festgelegt und das Land versuchte eine Brücke zwischen Russland und dem Westen zu bilden. Nach der Wahl von Aljaksandr Lukaschenka 1994 änderte sich dies jedoch. Der prorussische Lukaschenka, der einst gegen die Auflösung der Sowjetunion gestimmt hatte, führte die Symbole der Sowjetunion wieder ein und verhinderte eine Liberalisierung der Wirtschaft. Er begann das Land autokratisch zu regieren.
Außenpolitisch begann Lukaschenka sich stark an Russland anzulehnen. 1995 vereinbarte er in einem Freundschaftsvertrag eine enge ökonomische Integration mit Russland und die Einführung des Russischen als Amtssprache, was in einem Referendum mit einer Mehrheit von 78 % der Stimmen beschlossen wurde. Durch weitere Abkommen wurde eine Zollunion und auch eine weitgehende politische Integration beschlossen. Russland erhielt zudem Zugang zu Militärbasen auf belarussischem Staatsgebiet. In den späten 1990er Jahren war Russland unter Boris Yeltsin außenpolitisch äußerst schwach und Lukaschenka trieb die Integration mit dem größeren Nachbarstaat auch voran, da er sich erhoffte, der künftige Staatschef eines vereinigten belorussisch-russischen Staates werden zu können. 1999 wurde schließlich die Russisch-Belarussische Union mit wirtschaftlicher, politischer und finanzieller Integration beschlossen. Nachdem allerdings Wladimir Putin im Dezember 1999 die Macht in Moskau in übernommen hatte, kam die Integration der beiden Staaten ins Stocken und wurde infolge nur teilweise umgesetzt. Putin war nicht mehr an einer gleichberechtigten Partnerschaft interessiert und schlug 2003 stattdessen eine Eingliederung von Belarus in Russland nach Vorbild der Deutschen Wiedervereinigung vor, was Lukaschenka als „Beleidigung“ bezeichnete. 2004 belastete zudem ein Gasstreit, der Russisch-belarussische Energiestreit, das Verhältnis, Lukaschenka bemühte sich deshalb um bessere Beziehungen zum Westen, um Spielraum gegenüber dem übermächtigen Russland gewinnen zu können.

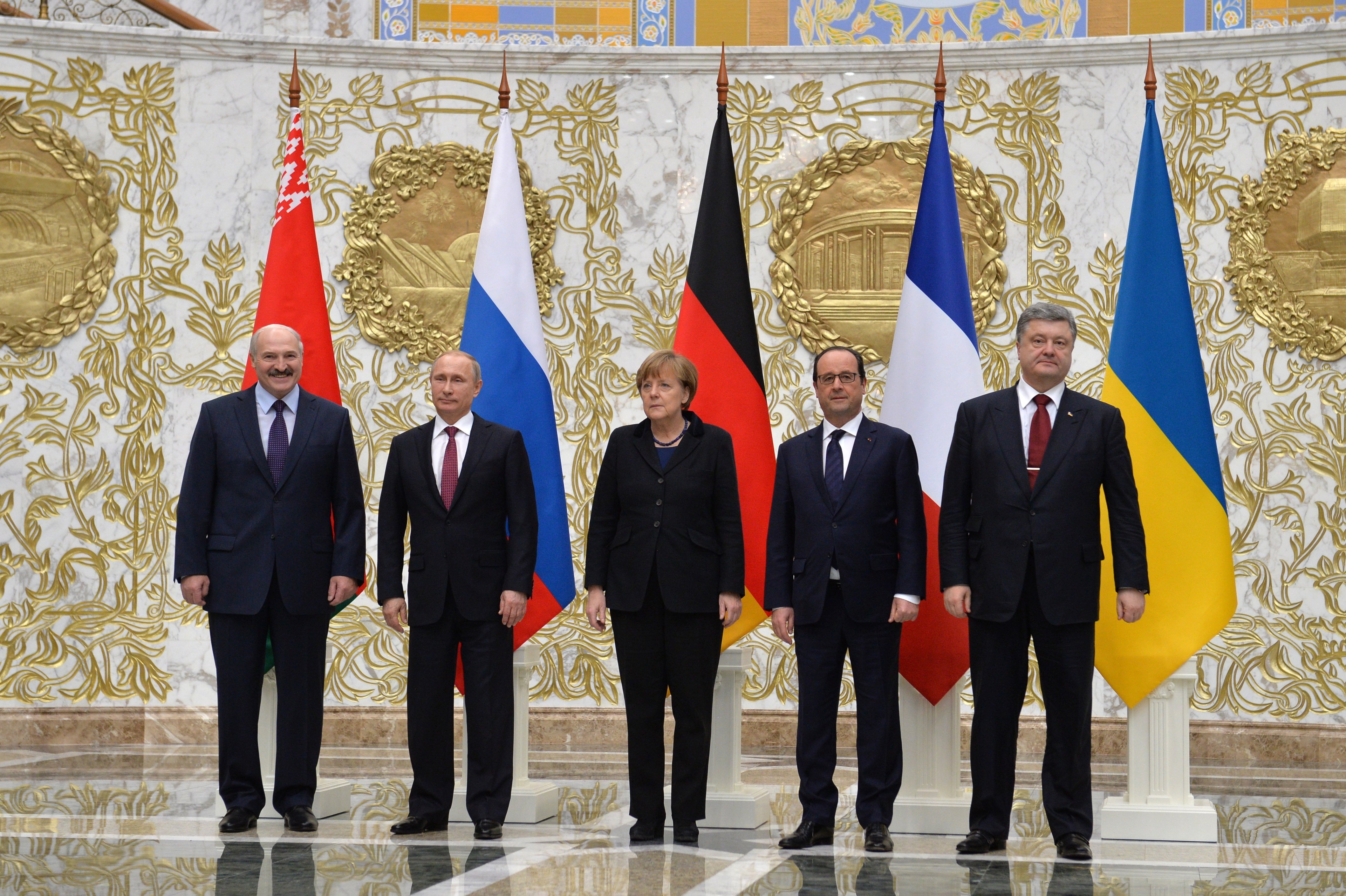
Die Staats- und Regierungschefs von Belarus, Russland, Deutschland, Frankreich und der Ukraine in Minsk (2015)

Lukaschenka drängte auf eine Wiederbelebung der belarussischen Identität nach dem Beginn des russisch-ukrainischen Krieges, der russischen Annexion der Krim und der militärischen Intervention in der Ostukraine. Zum ersten Mal hielt er eine Rede auf Belarussisch (und nicht auf Russisch, das die meisten Menschen verwenden), in der er sagte: „Wir sind keine Russen - wir sind Belarussen“, und später ermutigte er die Verwendung der belarussischen Sprache. Die Befürchtungen, die die russische Intervention bei den Belarussen auslöste, und die anhaltenden Handelsstreitigkeiten sorgten für eine Schwächung der langjährigen herzlichen Beziehungen zu Russland. Belarus erkannte die Annexion der Krim nicht an und fungierte im russisch-ukrainischen Konflikt bei den Minsker Abkommen als Vermittler, auch wenn diese den Konflikt nicht beilegen konnten. Russland nutzte infolge seine Kontrolle über die Gasversorgung von Belarus, um Konzessionen zu erpressen und die Diskussionen über die Staatenunion wieder zu beleben.
2019 führte Lukaschenka in Sotschi bilaterale Gespräche mit dem russischen Präsidenten Wladimir Putin und erklärte, dass sich ihre beiden Länder „morgen problemlos vereinigen könnten“. Bald darauf distanzierte er sich allerdings davon und im Januar 2020 warf er Putin vor, die Annexion von Belarus zu planen, und versprach diese niemals zuzulassen. Er verkündete: „Selbst wenn ich dem zustimme, würden mich die Weißrussen innerhalb eines Jahres bei lebendigem Leibe auffressen“. Im Juli 2020 wurden die Beziehungen zwischen Belarus und Russland angespannt, nachdem 33 russische Militärunternehmer in Minsk verhaftet worden waren. Lukaschenka beschuldigte Russland, einen Versuch zu vertuschen, 200 Kämpfer der Gruppe Wagner nach Belarus geschickt zu haben, um das Land vor den Präsidentschaftswahlen am 9. August zu destabilisieren. Im Wahlkampf inszenierte sich Lukaschenka als Vorkämpfer gegen den russischen Einfluss, was in Moskau für Irritationen sorgte.
Nach den gefälschten Präsidentschaftswahlen 2020 kam es zu Massenprotesten gegen Lukaschenka. Russland gab Lukaschenka hingegen Rückendeckung, wodurch es zum letzten Verbündeten des belarussischen Regimes wurde. Während Lukaschenka trotz seiner prorussischen Ausrichtungen noch lange eine eigenständige belarussische Identität verteidigt hatte, unterwarf er sich nun fast völlig den russischen Interessen. Lukaschenka wurde in seinen Handlungen gegenüber Putin in der Folge als „Marionette“ charakterisiert und Russland nutzte seine Position voll aus, um Belarus an sich zu binden und zu kontrollieren. 2021 wurde eine „Roadmap“ für eine weitere Integration des Unionsstaats verabschiedet, mit der geplanten Schaffung von überstaatlichen Strukturen, die Belarus bis dahin abgelehnt hatte. Im November 2021 wurde eine gemeinsame Militärdoktrin, eine Vereinheitlichung der Wirtschaftsgesetzgebung sowie der Renten- und Steuersysteme zwischen beiden Staaten als Schritte zu einem Unionsstaat vereinbart.

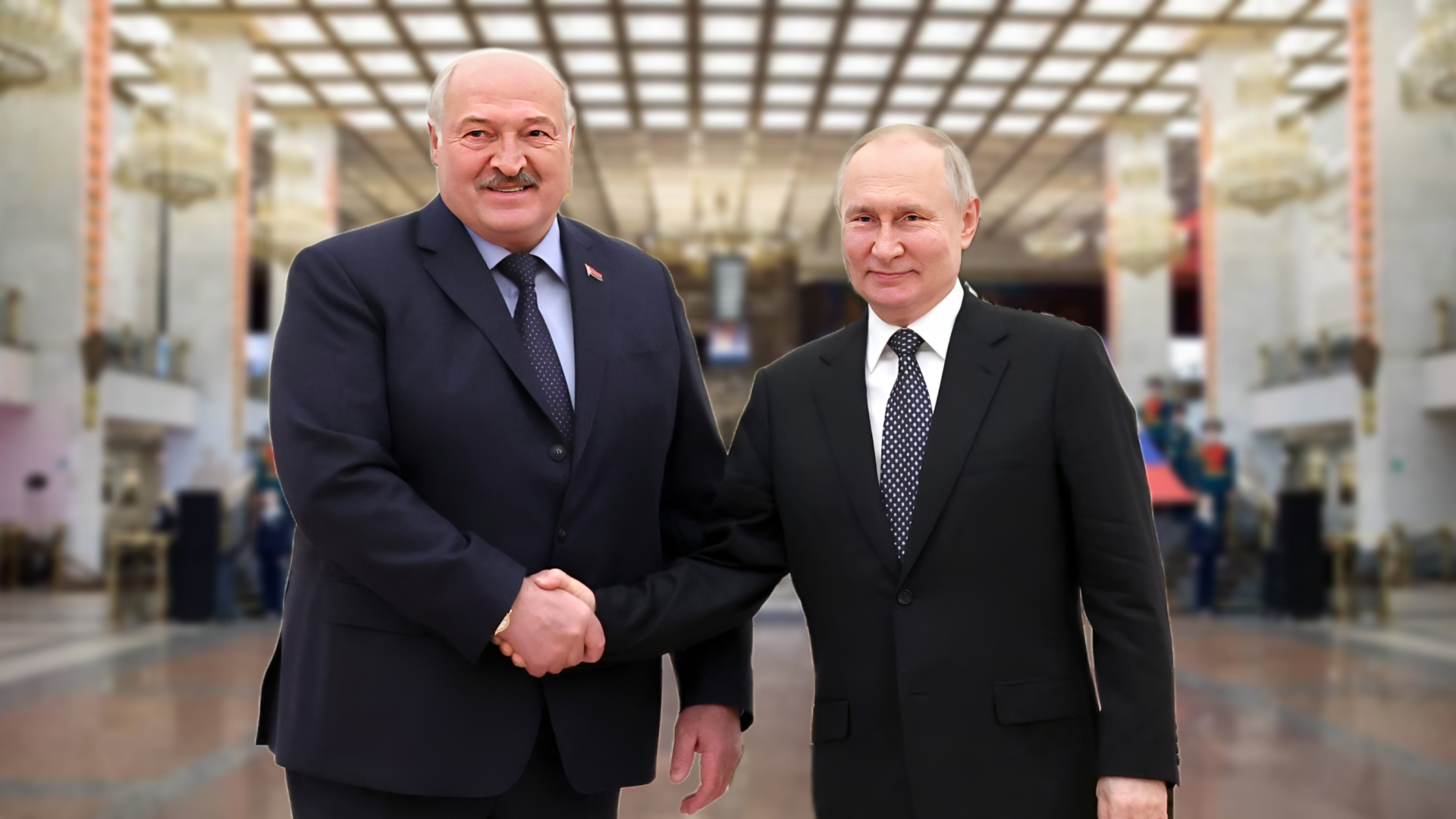
Aljaksandr Lukaschenka mit Wladimir Putin (2023)

Im Februar 2022 wurde den russischen Streitkräften gestattet, einen Teil der Invasion in der Ukraine von belarussischem Gebiet aus durchzuführen. Belarus schickte allerdings keine eigenen Streitkräfte in die Ukraine. Nach dem Beginn des Krieges erklärte sich die belarussische Opposition solidarisch mit der Ukraine und einige Belarussen schlossen sich den Ukrainern an, um gegen Russland in den Krieg zu ziehen. Die Rolle von Belarus beim russischen Überfall auf die Ukraine führten zu internationalen Sanktionen gegen Belarus vonseiten der EU-Staaten.
Ein von Geheimdiensten und Präsidialrat verfasstes und 2023 an die Öffentlichkeit gelangtes russisches Strategiepapier von 2021 sah die weitgehende Eingliederung Belarus in ein Großrussland bis 2030 vor mit dem Ziele einer „Sicherstellung des vorherrschenden Einflusses der Russischen Föderation in den Bereichen Gesellschaft, Politik, Handel, Wirtschaft, Wissenschaft, Bildung, Kultur und Information“.
Beim Aufstand der Gruppe Wagner in Russland vermittelte Lukaschenka laut eigenen Aussagen zwischen Putin und dem aufständischen Jewgeni Prigoschin. Lukaschenka konnte Putin davon überzeugen, nicht militärisch gegen die Aufständischen vorzugehen („Ich habe Putin gesagt, man kann ihn abmurksen, das ist kein Problem. Aber ich habe gesagt: Tu es nicht.“). Er soll auch Prigoschin angerufen haben („Sie werden dich zerquetschen wie eine Wanze.“) und ihn so davon überzeugt haben, seinen Aufstand abzubrechen. Prigoschin ging daraufhin ins Exil nach Minsk, kehrte aber später nach Russland zurück, wo er beim Absturz einer Embraer Legacy 600 der Gruppe Wagner im August 2023 ums Leben kam.

## Wirtschaftsbeziehungen
Russland ist der mit Abstand wichtigste Handelspartner von Belarus. Im Jahr 2021 entfielen auf Russland 49,0 Prozent des Außenhandels mit Waren (41,1 Prozent der Exporte und 56,6 Prozent der Importe). Das Handelsvolumen beläuft sich insgesamt auf knapp 40 Milliarden US-Dollar. Auch knapp 40 Prozent aller Auslandsinvestitionen in Belarus stammen aus Russland. Beide Länder haben seit 1990 eine weitreichende ökonomische Integration vereinbart. Belarus hat Zugang zu russischen Krediten, Wirtschaftshilfen und vergünstigten Energielieferungen erhalten. Zwischen 2005 und 2015 wurden die russischen Wirtschaftshilfen auf knapp 106 Milliarden US-Dollar geschätzt. Zusätzlich dazu kamen 6 Milliarden Dollar an zollfreien Öllieferungen und Krediten. Durch eine Zollunion haben belarussische Unternehmen freien Zugang zum russischen Markt. Belarussische Waren genießen in Russland einen guten Ruf und gelten als Qualitätsmerkmal. Belarus ist auch Teil der von Russland dominierten Eurasischen Wirtschaftsunion. Eine geplante Währungsunion beider Staaten wurde bisher nicht verwirklicht.
Belarus ist für seine Energieversorgung von russischen Öl- und Gaslieferungen abhängig. Diese Abhängigkeit nutzte Russland wiederholt, um seine politischen Interessen im Land durchzusetzen. Vor 2004 verkaufte Gazprom Gas an Belarus zu russischen Inlandspreisen, was vor allem auf den politischen Integrationsprozess zwischen den beiden Ländern zurückzuführen war. Als dieser Prozess in den 2000er und späten 1990er Jahren ins Stocken geriet, wollte Gazprom den zuverlässigen Transit von russischem Gas durch weißrussisches Gebiet sicherstellen, indem es die Kontrolle über das weißrussische Transitnetz übernahm. Gazprom versuchte, den belarussischen Netzbetreiber Beltransgaz zu kaufen, doch Meinungsverschiedenheiten über den Preis führten 2004 zum russisch-weißrussischen Gasstreit, in dessen Verlauf Gazprom die Lieferungen an Belarus am 1. Januar 2004 einstellte. Im Juni 2004 wurde ein neuer Gasvertrag unterzeichnet und Beltransgaz später von Gazprom übernommen. Danach verbesserten sich die Beziehungen zwischen den beiden Ländern. Im Januar 2020 setzte Russland seine vergünstigten Ölverkäufe an Belarus nach einem politischen Streit vorübergehend aus und handelte später einen Kompromiss aus. Belarus diversifizierte daraufhin seine Ölimporte und bezog Öl aus anderen Ländern. Lukaschenko beschuldigte Russland, das Öl als Druckmittel zu benutzen, um einen Zusammenschluss zwischen Russland und Belarus zu erreichen. Im Gegenzug kokettierte Belarus immer wieder mit einer Annäherung an Europa, um Gelder aus Moskau zu erhalten, was mit der Isolation des Landes ab 2020 nicht mehr möglich wurde.

## Militärische Beziehungen

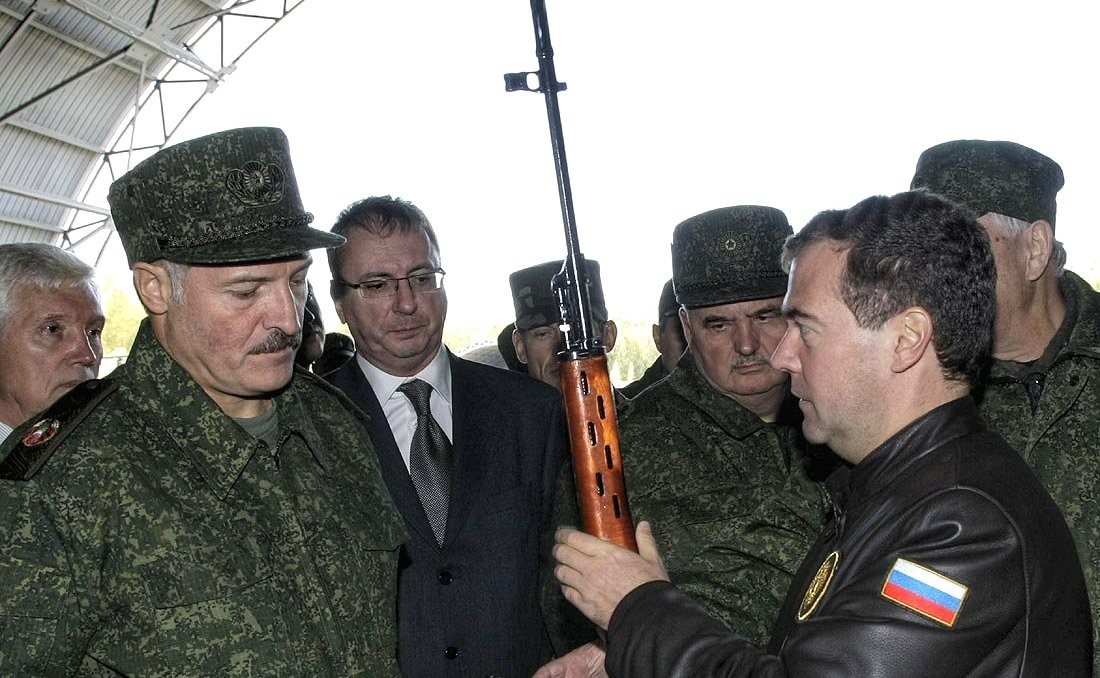
Aljaksandr Lukaschenka mit Dmitri Medwedew (2009)

Russland und Belarus unterhalten enge militärische Beziehungen und sind an verschiedenen gemeinsamen militärisch-wissenschaftlichen Aktivitäten beteiligt. Durch die Organisation des Vertrags über kollektive Sicherheit (OVKS) ist Belarus militärisch an Russland gebunden und die Belarussischen Streitkräfte halten regelmäßig Übungen und Manöver mit den russischen Streitkräften. Russland unterhält außerdem mehrere Militärstützpunkte und Radaranlagen in Belarus, darunter die Radarstation Hanzawitschy, ein Frühwarnradar, das von den russischen Luft- und Raumfahrtverteidigungskräften betrieben wird, und den Längstwellensender Wilejka.
Nachdem Belarus über sein Staatsgebiet den Angriff auf die Ukraine zuließ, sorgte die verstärkte Präsenz russischer Streitkräfte in Belarus für Beunruhigung in den baltischen Staaten und in Polen. Mit dem Angriff auf die Ukraine 2022 übernahm Russland die Kontrolle über die belarussischen Luftstreitkräfte. Im März 2023 kündigte Russland die Stationierung russischer taktischer Atomwaffen in Belarus an.

## Kulturbeziehungen
Beide Länder verbindet die russisch-orthodoxe Religion und die russische Sprache, dazu kommt eine lange gemeinsame Geschichte und die verbindende Leidenszeit des Zweiten Weltkriegs. Das Interesse von Intellektuellen an der belarussischen Nation und Sprache begann im frühen 19. Jahrhundert. Zu den führenden Persönlichkeiten dieser Zeit gehörten Jan Barszczewski, Jan Czeczot und Wincenty Dunin-Marcinkiewicz, die die Grundlagen der modernen belarussischen Sprache schufen. Die Grundlagen des belarussischen Nationalismus wurden häufig von Angehörigen der polnisch-katholischen Minderheit gelegt. In den Weltkriegen wurde ein großer Teil der Polen später aus Belarus vertrieben. Der weißrussische Nationalismus ist seit seiner Entstehung in einen prowestlichen und einen prorussischen Zweig gespalten, von denen letztere die Belarussen als eigene Nation ansehen, welche mit den Russen eng verwandt ist und verbündet sein sollte. Als eine der Ikonen des belarussischen Nationalismus gilt Kastus Kalinouski, der den Januaraufstand von 1863/64 anführte. Bei der russischen Revolution von 1905 erhob sich erstmals auch die orthodoxe Landbevölkerung gegen den russischen Zaren.
Nach der Unabhängigkeit von der Sowjetunion übernahmen prowestliche Nationalisten unter der Führung von Sjanon Pasnjak und Stanislau Schuschkewitsch, einem katholischen, ehemals kommunistischen Funktionär, die Kontrolle über das Land. Es wurden Versuche unternommen, die belarussische Sprache wiederherzustellen, die durch die Russifizierung geschwächt worden war. Ein Gesetz aus dem Jahr 1990 machte Belarussisch zur einzigen Amtssprache, und bis 1995 wurde in 70–80 % der Schulen in belarussischer Sprache unterrichtet. Eine Wende erfolgte unter dem prorussischen Lukaschenka, der das Russische 1995 nach einem umstrittenen Referendum zur zweiten Amtssprache machte. Die Verwendung des Belarussischen wurde in den Schulen zurückgefahren und das Russische setzte sich als Landessprache weitgehend durch. Seit 2020 wird gegen unabhängige Medien immer stärker vorgegangen, und sie werden durch russische Propaganda ersetzt. Die Kontrolle über Medien und Kultur des Landes gilt als Staatsziel des Kreml in Belarus.

## Diplomatische Vertretungen
- Belarus hat eine Botschaft in Moskau mit Vertretungen in verschiedenen russischen Städten.
- Russland hat eine Botschaft in Minsk und ein Generalkonsulat in Brest.

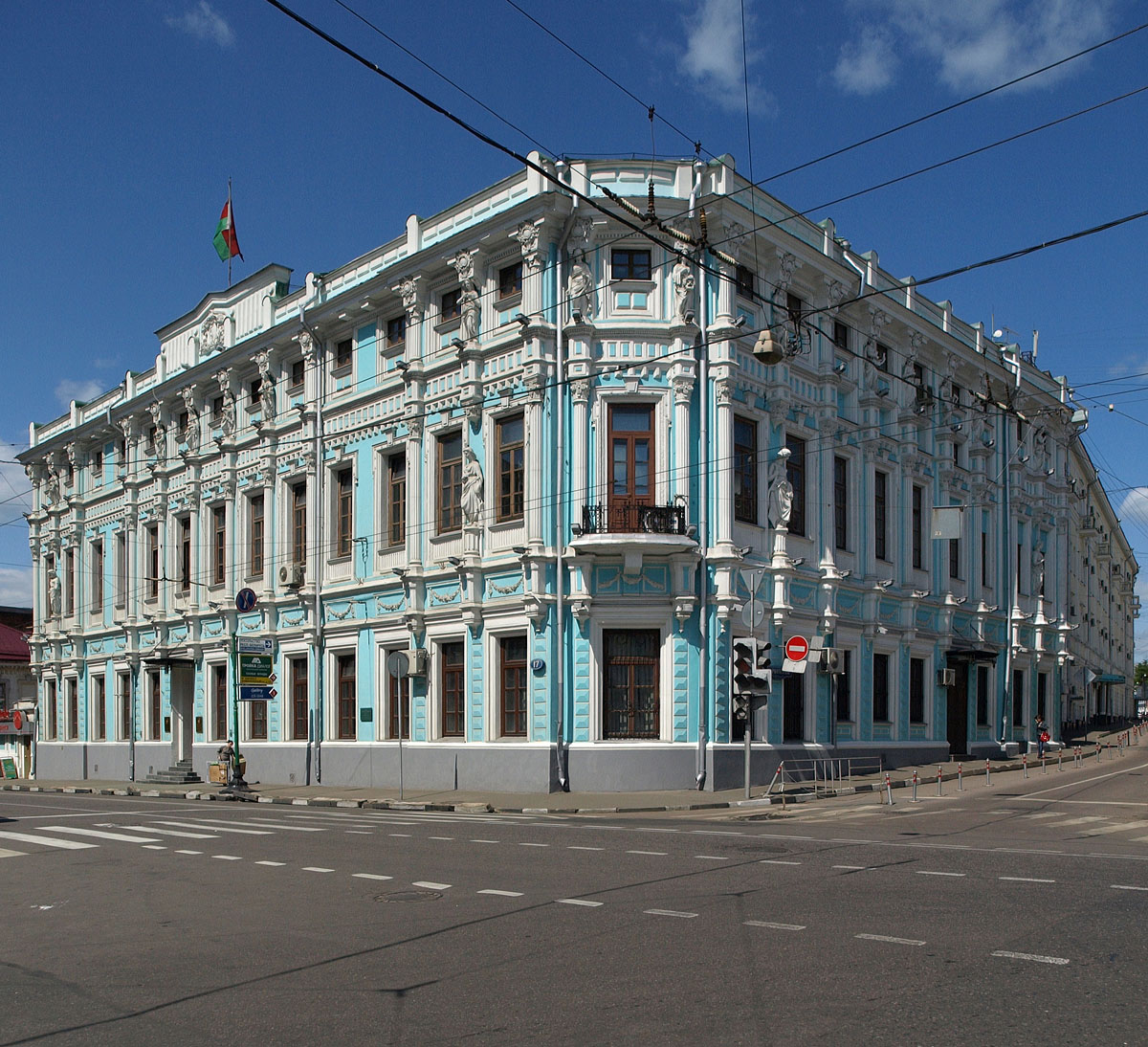
Belarussische Botschaft in Moskau
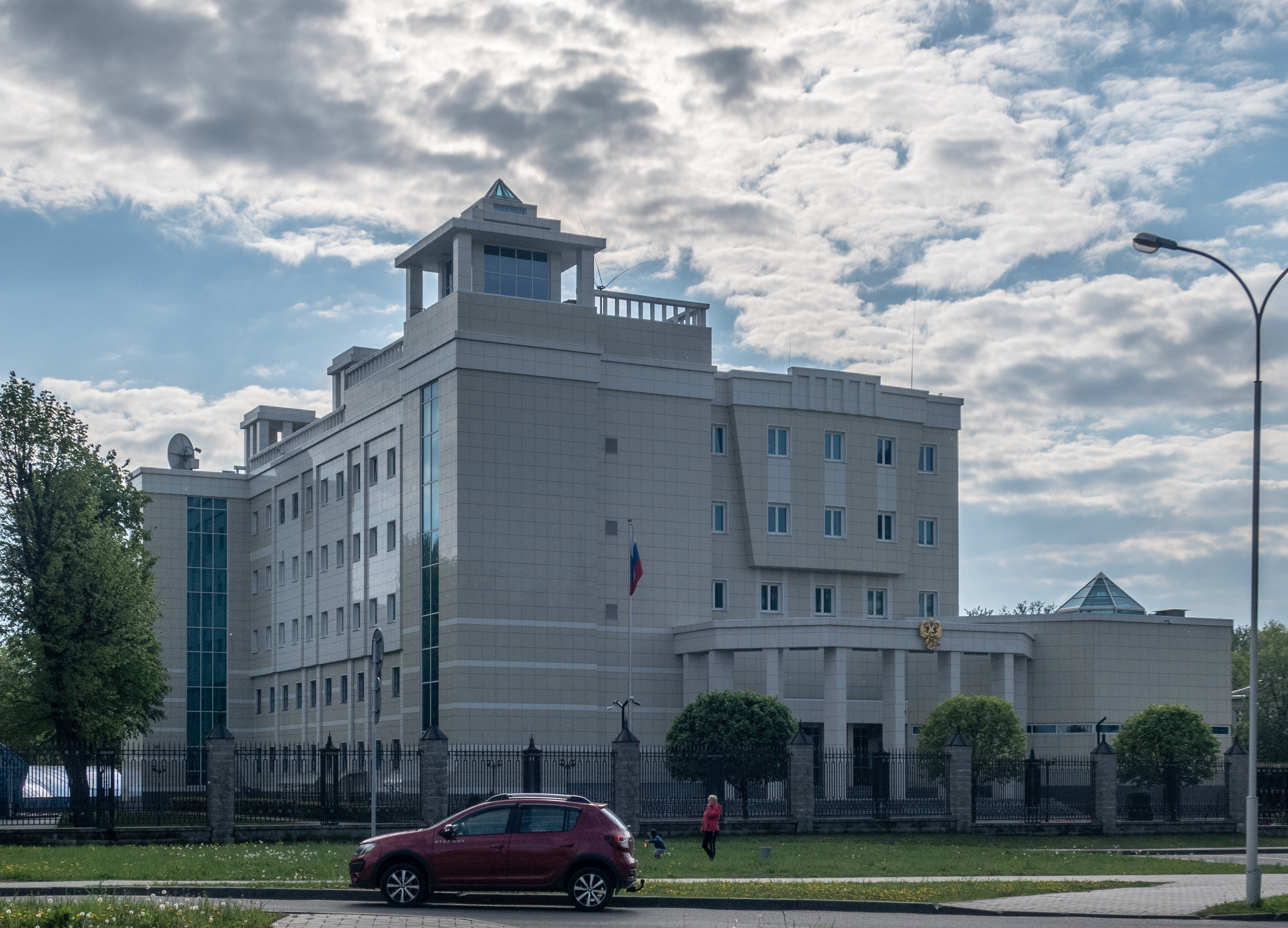
Russische Botschaft in Minsk